# Trochosa tangerana
Trochosa tangerana är en spindelart som först beskrevs av Roewer 1960.  Trochosa tangerana ingår i släktet Trochosa och familjen vargspindlar.
Artens utbredningsområde är Marocko. Inga underarter finns listade i Catalogue of Life.